# Tatocnemis olsufieffi
Tatocnemis olsufieffi är en trollsländeart som beskrevs av Schmidt 1951. Tatocnemis olsufieffi ingår i släktet Tatocnemis och familjen Megapodagrionidae. Inga underarter finns listade i Catalogue of Life.